# Бої під Металістом
Бої під Металістом — серія битв за селище Металіст під Луганськом.

## Передумови
Бої за Металіст були одним з етапів прориву українських сил до Луганського аеропорту і його деблокади. У боях брали участь 3-тя батальйонно-тактична «Чернівецька» група 80-ї окремої аеромобільної бригади, підрозділи 15-го гірсько-піхотного батальйону 128-ї бригади та батальйону «Айдар».

## Бойові дії
14 червня 2014 року ЗМІ повідомили про зайняття українськими силами Металіста.
16 червня 2014 року ЗМІ повідомляють про артпідготовку, що проводилася українськими силами, в районі селища.
16-17 червня 2014 року сили АТО звільнили селище Металіст від проросійських бойовиків Луганської республіки, в операції взяли участь підрозділи Національної гвардії та батальйону територіальної оборони «Айдар», були знищені блокпости і дві амфібії ПТС-2 бойовиків, жертв серед цивільного населення немає. Сили АТО вдень повністю контролювали територію селища, після завершення операції силовики відійшли на попередні позиції. 17 червня 2014-го року солдат батальйону «Айдар» Микола Чепіга потрапив пораненим до полону терористів під час звільнення селища Металіст, згодом загинув у полоні. Передова група батальйону вирушила до місця бою українських сил з терористами з метою визволити з полону групу «айдарівців» і десантників з 80-ї аеромобільної бригади та потрапила у засідку. Тоді ж загинули молодший сержант Андрій Колесник, солдат Рустам Хамраєв та Сергій Рябуха. Рустам залишився прикривати бійців свого підрозділу, стримував наступ терористів, самотужки утримував позицію. Солдат Рустам Хамраєв до останнього прикривав бійців, надав їм можливість перегрупуватися і забезпечив їх відхід у безпечне місце. Він врятував загін ціною свого життя.
17 червня під Металістом також був підбитий БТР 80-ї аеромобільної бригади з десантом. Загинуло щонайменше 9 чоловік, серед яких Ілля Валявський, Володимир Якобчук, Ігор Крисоватий та інші. За словами Ярослава Петрашевського, тоді загинуло 10 чоловік.
За словами Антона Шимко, бійця 15-го гірсько-піхотного батальйону 128-ї бригади, блокпост під Металістом зазнавав постійних обстрілів. 17 червня на розвідку були відправлені три БТРи. Після того, як ті не повернулися, додаткові три одиниці БТР батальйону з загальним екіпажем у 11 чоловік були відправлені на пошук БТРів розвідки як підкріплення. Невдовзі БТРи розвідки були виявлені палаючими біля лісопосадки, після чого по машинах підкріплення був відкритий вогонь із засідки. Одна машина була підбита, одна зуміла відійти, а БТР Антона був сильно пошкоджений двома влучаннями з гранатомета, його механік-водій Сергій Мартин загинув.
За словами проросійського бойовика, позивний «Ілім», 17 червня 2014 року відбулося кілька боїв. Позиції бойовиків знаходилися на двох висотах — в районі Стукалової Балки була перша «лінія оборони», а поблизу Металіста — друга. В низині між ними стояли дві амфібії ПТС-2, що мали слугувати як захист від українських сил. Вранці 17 червня бойовики висунулися на позиції до Стукалової Балки, і при розміщенні на позиціях побачили 2 українські БТР, що рухалися прямо на них. За словами бойовика, третім за БТРами рухався танк. Танк було підбито зі станкового гранатомета, один з БТРів майже наїхав на кулеметне гніздо бойовиків і був підбитий потім з гранатомета, а другий БТР пройшов повз позиції бойовиків, ведучи вогонь. З підбитого БТРа евакуювався десант, який увесь був розстріляний бойовиками. Невдовзі після цієї атаки, з'явилися три українські БМП, одну з яких підбили боковим пострілом з гранатомета, а друга пройшла повз позиції і була підбита ззаду. Ще один БТР зміг прорватися, коли бойовик надавав першу допомогу іншому. Один танк пройшов аж до позицій під Металістом, де, переїхавши окоп, був підбитий ззаду. Екіпаж, — командир, старший лейтенант і два танкісти, — змогли покинути бойову машину і зайняти оборону у двоповерховій будівлі. На позиціях біля Стукалової Балки бойовики змогли завести підбиту українську бронетехніку — БТР і 2 БМП, і, поставивши їх в ряд на дорозі, розвернули башти в бік українських позицій. За словами бойовика, у полон було взято щонайменше двох полтавчан і двох бійців з Івано-Франківська. Одного бійця з Полтави, за його словами, стратили бойовики з батальйону «Лєший». Імовірно, йдеться про Миколу Чепігу.
Після закінчення бою, приблизно о 12:00, за словами «Іліма», до позицій в районі Стукалової Балки під'їхало 2 цивільних автомобілі — в одному була Надія Савченко, а в іншому — двоє українських бійців, яких взяли в полон. На думку бойовика, українські бронемашини, що були виставлені в ряд на висоті, були сприйняті українськими військовими як знак того, що висота була успішно відбита у бойовиків.
За словами бійця «Айдару» Тараса Синяговського, 16 червня він чергував на блокпосту десантників з кулеметом. Після того, як 17 червня приблизно о 6 ранку комбат Сергій Мельничук повідомив, що «чорна сотня» «Айдару» потрапила у засідку на Гольф-клубі, п'ятеро полтавчан, включаючи його, за командою Надії Савченко зайняли місця на броні танка і вирушили на підмогу. На марші вони потрапили у засідку, — численні поранення отримав Олександр Алієв, в полон також потрапили Микола Чепіга і Анатолій Головченко. Найдовше вів бій Юрій Крижберський, що на бронемашині в'їхав у Металіст. Двоє членів екіпажу бронемашини загинули, один потрапив у полон.
17 червня група бійців 8-го полку спецпризначення була направлена для визволення з полону групи з батальйону «Айдар». Від ураження БТРа реактивною гранатою п'ятеро спецпризначенців були поранені, і один з них, — командир групи Євгеній Зеленський, — помер 24 червня від отриманих ран.
19 червня 2014 року, за повідомленням групи Інформаційний спротив, формування проросійських бойовиків «Заря» зазнало важких втрат у Металісті, — радіоперехоплення свідчить про те, що у батальйоні залишилося лише 26 бійців.
8 липня загинув під час артобстрілу в селищі Стукалова Балка Слов'яносербського району внаслідок вибухової травми старший сержант 80-ї бригади Філіпчук Ігор Венедиктович.
Терористи в ніч на 22 липня обстріляли позиції українських сил під Металістом з РСЗВ «Град», поранень зазнали 7 бійців. Олександр Шишко, боєць 12-го БТрО «Київ», зазнав важких поранень і помер на операційному столі у шпиталі.
26 листопада 2014 року з'являється інформація, що близько 500 жителів селища вийшли на акцію протесту проти влади так званої «ЛНР».
2 лютого 2015 року українська артилерія завдала вогневого удару по базовому табору російсько-терористичних військ поблизу Металіста, знищений пункт управління.